# Domingo Quiñones
Pour les articles homonymes, voir Quiñones.
Domingo Quiñones né en 1963 à Perth Amboy dans le New Jersey est un chanteur, compositeur et producteur de salsa, et acteur à l'occasion.

## Biographie
Il est né en 1963 à Perth Amboy dans le New Jersey. 
À quatre ans, il part vivre à Porto Rico avec ses parents à Ceiba. 
En 1977, il retourne à New York. 
En 1983, il commence sa carrière avec le groupe "Conjunto Nativo". 
Il joue ensuite avec d'autres groupes et musiciens, dont Rafael de Jesús, José Alberto, Johnny Rodríguez et le groupe "Conjunto Clásico". 
En 1985, il remplace Roberto Lugo dans le groupe de Luis "Perico" Ortiz avec lequel il enregistre quatre albums dont La vida en broma (1985), In Tradition (1986) et Perico (1987). Il a aussi chanté avec Louie Ramírez et Roberto Roena. 
En 1987, il entame une carrière solo sur le label RMM et sort l'album Domingo es mi nombre. 
Il participe au 100e album de Tito Puente puis sort son second album, Pintando Lunas, comprenant le duo Enséñame avec Tony Vega et une reprise salsa de Crazy for You. 
Il sort six autres albums sur RMM, dont Se necesita un milagro, sélectionné comme un des albums les plus influents par la 'National Foundation for Popular Culture of Puerto Rico'. La chanson Mi Negrita Me Espera faisait partie de ses succès. 
Il participe à des projets du label RMM tels que Combinación Perfecta en 1993 où il interprète en duo Tributo a Héctor Lavoe avec Van Lester et Tropical Tribute to the Beatles sur lequel il reprend Day Tripper en salsa.
En 1998, il participe à l'Opéra-Rock Jesus Christ Superstar, avec Olga Tañón, Michael Stuart et Tito Auger du groupe "Fiel a la Vega". Puis il joue le rôle d'Héctor Lavoe dans la comédie musicale Quien Mato a Hector Lavoe?, interprétant notamment La Voz de Siempre, une performance très bien reçue par la critique dont celle du New York Times.
Il a ensuite sorti un autre album, Poeta y guerrero, avec des morceaux qu'il a composé.
Il interprète le rôle de Landlord dans le film Héroes de Otra Patria, un film sur les soldats portoricains de la guerre du Viêt Nam, récompensé au Festival du cinéma de Viña del Mar au Chili et présenté mais non nommé à l'Oscar du meilleur film étranger en 1999.

## Discographie
- Domingo Es Mi Nombre (1990)
- Pintando Lunas (1992)
- En La Intimidad (1993)
- Mi Meta (1996)
- Se Necesita Un Milagro (1997)
- La Verdadera Navidad (1998)
- ¿Quién Mató A Héctor Lavoe? (1999)
- Poeta Y Guerrero (2000)
- Derechos Reservados (2002)
- El Más Buscado (2005)
- La Evidencia (2007)
- Conquistador De Corazones (2008)
- De Vuelta Al Amor (2014)